# 沖縄県道87号富野大川線

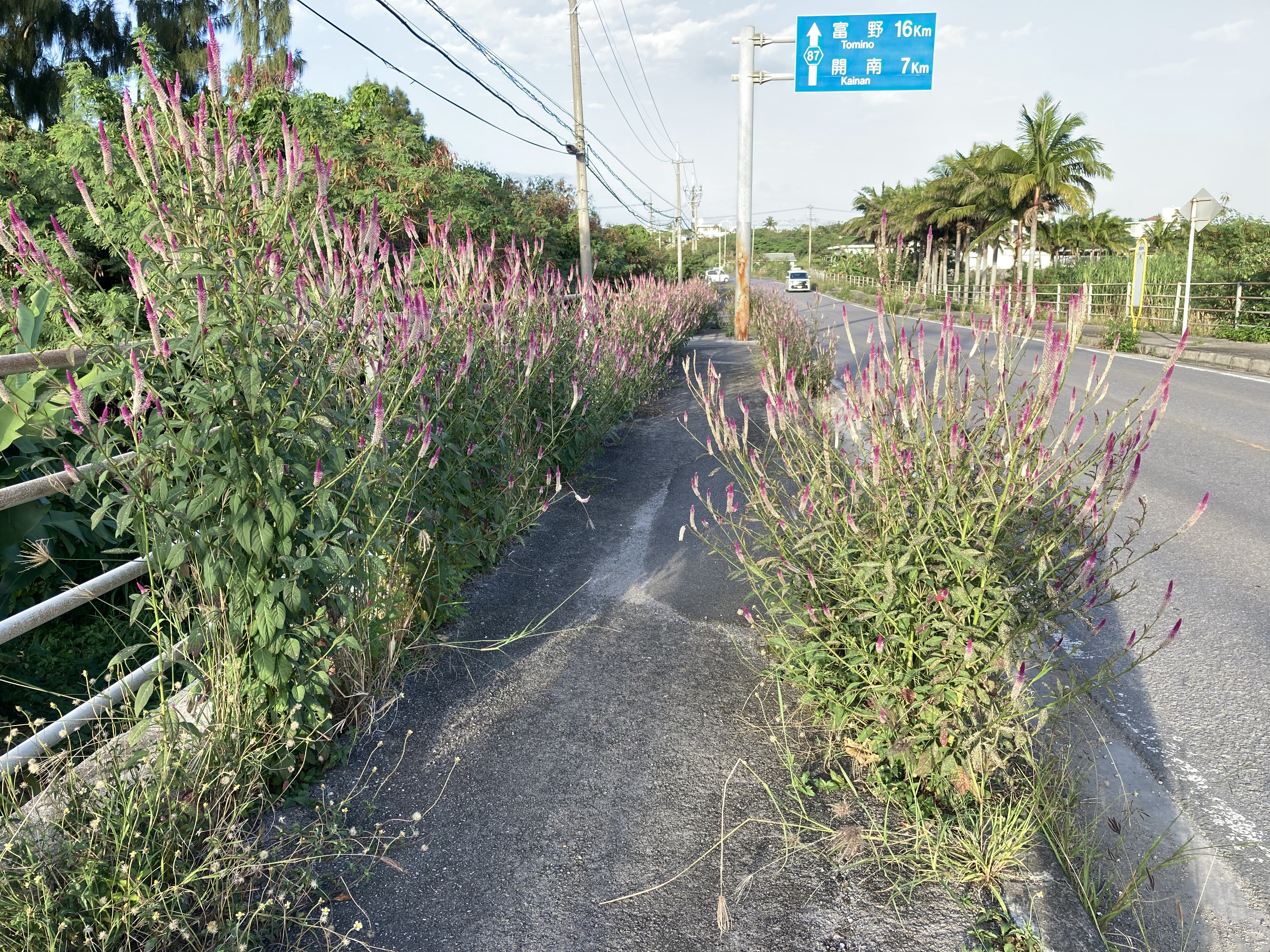
ノゲイトウが咲く県道87号

沖縄県道87号富野大川線（おきなわけんどう87ごう とみのおおかわせん・主要地方道富野大川線）は、沖縄県石垣市桴海富野と大川とを結ぶ主要地方道。

## 概要

### 区間
- 起点：石垣市字桴海富野（沖縄県道79号石垣港伊原間線）
- 終点：石垣市字大川（730交差点、国道390号・沖縄県道79号石垣港伊原間線）
- 総延長：19.5km（実延長も同じ）

### 通過自治体
- 石垣市（石垣島）

### 交差する道路
- 沖縄県道79号石垣港伊原間線（起点・終点）
- 沖縄県道209号大浜富野線（起点 - 石垣市大浜真栄里山）
- 沖縄県道211号新川白保線（石垣市平得、白保方面と新川方面にそれぞれ別々で分岐している）
- 国道390号（終点、現道）

### 重複区間
- 沖縄県道209号大浜富野線（起点 - 石垣市大浜真栄里山）
- 沖縄県道211号新川白保線（石垣市平得）

### 主要施設・トンネル
- 於茂登トンネル（石垣市桴海 - 宮良・全長1174m・1987年（昭和62年）開通）「於茂登トンネル杭門（玉乗り獅子）」が、平成３年度手づくり郷土賞（素材部門）受賞。
- 於茂登岳（526m・沖縄県の最高峰）
- 底原ダム（石垣市宮良）
- サッカーパークあかんま（同）
- 真栄里ダム（石垣市大浜）
- 八重山運輸事務所（石垣市登野城）
- 沖縄県立図書館八重山分館（終点）
- ンタナーラのサキシマスオウノキ群落（国の天然記念物）

## 歴史
- 1953年（昭和28年）に石垣市登野城 - 平得 - 新川が琉球政府道名蔵一周線、大浜町（現石垣市）大浜 - 富野が琉球政府道大浜富野線としてそれぞれ指定されたが、大浜富野線の真栄里 - 富野間は沖縄最高峰の於茂登岳があるため於茂登トンネルが開通する1987年（昭和62年）まで通行不能だった。のちに名蔵一周線が登野城名蔵線に名称変更、新たに平得開南 - 真栄里が開南真栄里山線、平得の一部区間が平得川原線が政府道として指定された。
- 1972年（昭和47年）の本土復帰と同時に政府道4路線がそのまま県道となった（路線番号は大浜富野線が209、登野城名蔵線が211、開南真栄里線が212、平得川原線が213）。
- 1980年代に3路線が見直し・統合の対象となり、登野城名蔵線の平得 - 新川間と平得川原線が新川白保線（県道211号）、登野城名蔵線の残りの区間と開南真栄里山線が真栄里大川線（県道212号）となった。
- 1987年（昭和62年）には於茂登トンネルが開通、これで1953年（昭和28年）に政府道指定以来34年後にしてようやく大浜から富野まで繋がった。
- 1993年（平成5年）に大浜富野線の真栄里 - 富野間と真栄里大川線の全線が現路線名として主要地方道に昇格した。